# لوتز ریچر-برنبورگ

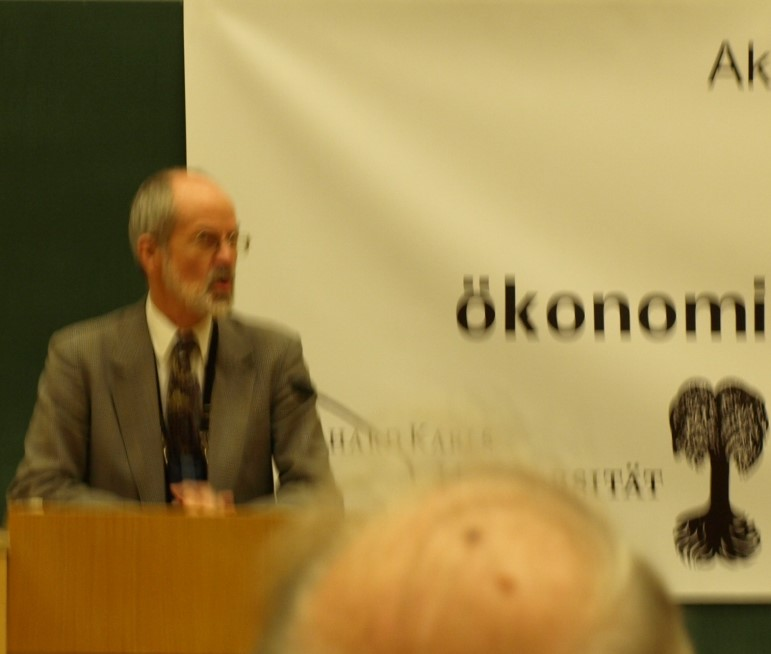
لوتز ریچر-برنبورگ در کنفرانس اسلامی دربارهٔ جهانی‌سازی(۲۰۰۸)

لوتز ریچر-برنبورگ (به آلمانی: Lutz Richter-Bernburg) (متولد ۱۹۴۵ برلین) اسلام‌شناس آلمانی است. او از سال ۲۰۰۸ تا ۱ اکتبر ۲۰۱۰ اداره کننده بخش شرق-اسلامی در مؤسسه شرقی-آسیایی دانشگاه توبینگن بود. او دکترایش را در زمینه اسلام‌شناسی و فلسفه یونانی و سامی در سال ۱۹۶۹ گرفت. علاوه بر این، برای تسلط بیشتر بر زمینه تحصیلی، او ۳ سال در مصر زندگی کرده‌بود.
در گذشته، ریچر-برنبورگ سمت‌های مختلفی داشت و به عنوان استاد مدعو در دیگر شهرها، مشغول به کار بود. در دانشگاه گوتیگن، در دانشگاه آزاد برلین، دانشگاه کالیفرنیا، لس‌آنجلس (یو سی ال ای)، آلپو (حلب)، قاهره، لاپزیگ، بن و نیویورک و دانشگاه هامبورگ و توبینگن مشغول به کار بود.
در حال حاضر، ریچر-برنبورخ بر روی دانشمند ایرانی اسماعیلی، ناصرخسرو، یعقوبی مورخ و جهانگرد اسپانیایی-عرب، ابراهیم بن یعقوب، کار می‌کند.